# 1142 w literaturze
Wydarzenia literackie w 1142 roku.

## Zmarli
- Piotr Abelard, francuski filozof i poeta (ur. 1079)